# Thames House

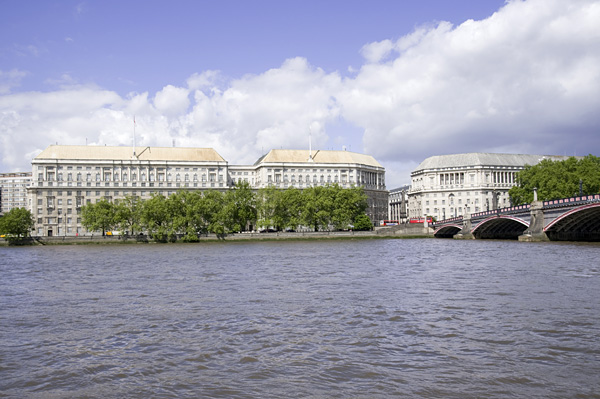
Thames House mit Lambeth-Bridge und Nobel House

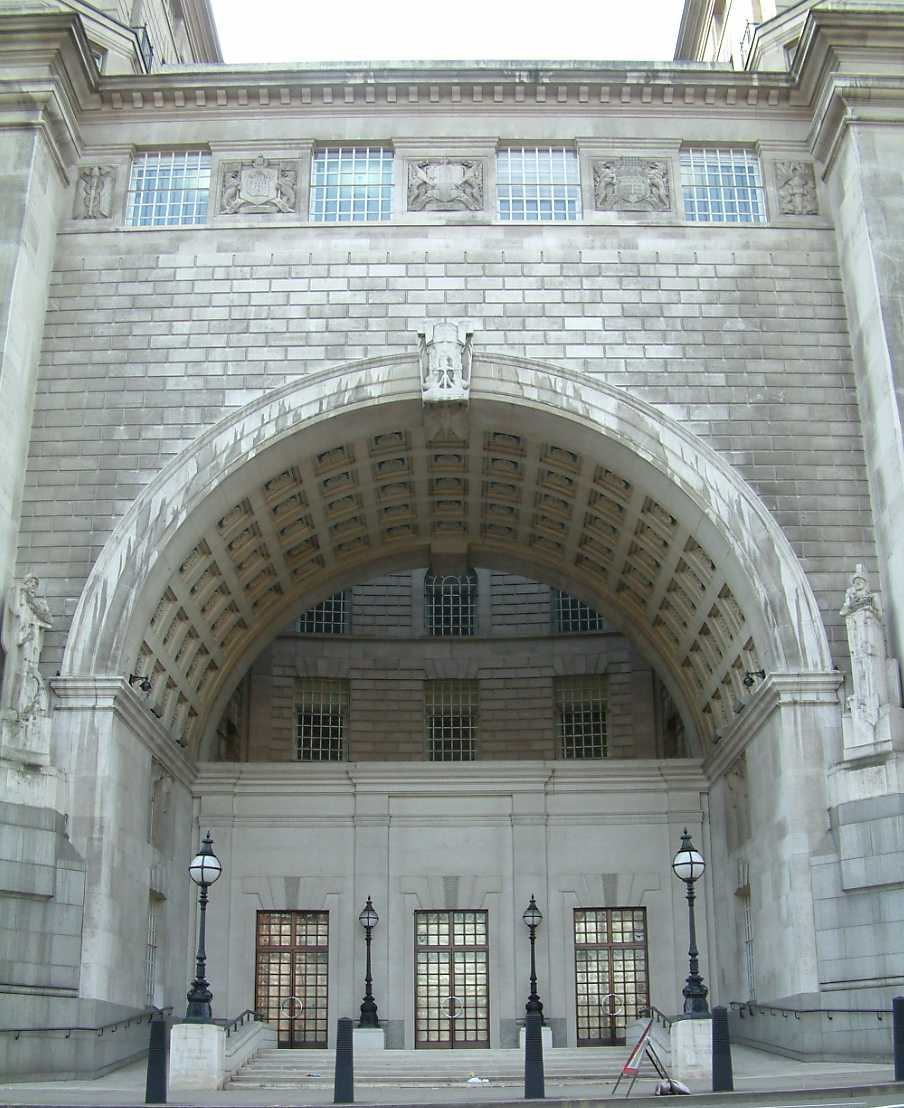
Thames House, Millbank-Eingang

Das Thames House ist seit 1994 der Hauptsitz des britischen Geheimdienstes MI5.
Das zweiteilige Gebäude befindet sich in der britischen Hauptstadt London am Nordufer der Themse auf Höhe der Lambeth Bridge (an der Kreuzung Millbank mit Horseferry Road). Es wurde 1929 bis 1930 von der Firma John Mowlem & Co in der neoklassizistischen Tradition des Edwin Lutyens errichtet. Die Pläne stammen von Sir Frank Baines vom Government’s Office of Works. Die Gegend galt zuvor als ärmlich, die frühere Bebauung war am 7. Januar 1928 bei einer Überflutung weitgehend zerstört worden. Gleichzeitig mit dem Thames House wurden in der Nachbarschaft einige andere repräsentative Verwaltungsgebäude errichtet (u. a. das ähnliche Nobel House auf der anderen Seite der Horseferry Road). Das Thames House diente zunächst als Hauptsitz der Imperial Chemical Industries Ltd (ICI), später wurde es u. a. von der Warburg Library, der International Nickel Company of Canada und dem Energieministerium genutzt. Nach umfangreichen Modernisierungen und Umbauten dient es seit 1994 als Hauptsitz des Inlandsgeheimdienstes MI5.